# Neon Lights
Neon Lights eller Neonlicht är en låt av den tyska gruppen Kraftwerk. Låten gavs först ut på musikalbumet Die Mensch-Maschine från 1978. 
Musiken är vemodig och långsam, nästan som en vaggvisa, och texten som finns insjungen både på tyska och engelska hyllar den moderna staden som lyses upp om natten av alla neonskyltar.
Till låten spelade också gruppen in en video där man får se medlemmarna i bandet, dubbelexponerade mot en fond av förbiglidande neonskyltar.
Låten har också givits ut på en rad olika singlar där den kanske mest spektakulära är en engelsk maxisingel i självlysande vinyl.